# Dãy núi Barisan

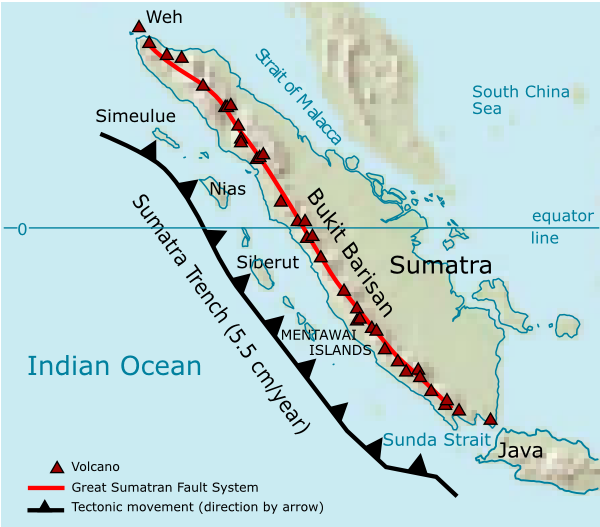
Bản đồ địa chất của Bukit Barisan.

Bukit Barisan hay dãy núi Barisan nằm ở phía tây của đảo Sumatra, Indonesia, trải dài gần 1.700 km (1,050 mi) từ bắc đến nam của hòn đảo. Dãy Bukit Barisan gồm chủ yếu là các núi lửa được các khu rừng rậm nhiệt đới bao phủ, bao gồm cả rừng thông nhiệt đới Sumatra trên các đỉnh núi cao. Đỉnh cao nhất của dãy là núi Kerinci với cao độ 3.800 mét (12.467 ft). Vườn quốc gia Bukit Barisan Selatan nằm về phía cực nam của dãy núi.
Tên gọi Bukit Barisan thực ra có nghĩa là "dãy các ngọn đồi" hay "các đồi tạo thành một dãy" trong tiếng Indonesia và tiếng Mã Lai.
Dãy núi có 35 núi lửa hoạt động. Hai núi lớn nhất là siêu núi lửa Toba bên trong 100 km (62 miles) × 30 km (19 miles) của hồ Toba, được hình thành sau một vụ sụp lõm (ước tính cách nay 74.000 năm). Phun trào được ước tính ở mức tám trên thang VEI, tức mức cao nhất trong một trận phun trào núi lửa. Các đỉnh núi của dãy

## Đa Dạng Sinh Học
Vì sự đa dạng địa hình và khí hậu, dãy núi Barisan có sự đa dạng sinh học lớn. Khu vực này bao gồm nhiều loại động và thực vật độc đáo và quý hiếm.
Các khu bảo tồn tự nhiên như Khu bảo tồn tự nhiên Gunung Leuser đảm bảo bảo vệ cho nhiều loài quý hiếm.

## Người Dân và Văn Hóa
Các dân tộc bản địa như Batak và Minangkabau sinh sống trong khu vực xung quanh dãy núi Barisan.
Văn hóa truyền thống, nghệ thuật và kiến trúc của những dân tộc này thường phản ánh sự tương tác của họ với môi trường núi và thiên nhiên.
| Tên               | Hình dạng          | Cao độ                | Lần phun trào cuối       | Tọa độ địa lý                             |
| ----------------- | ------------------ | --------------------- | ------------------------ | ----------------------------------------- |
| Weh               | núi lửa dạng tầng  | 617 mét (2.024 ft)    | thế Pleistocen           | 5°49′B 95°17′Đ / 5,82°B 95,28°Đ           |
| Seulawah Agam     | núi lửa dạng tầng  | 1.810 mét (5.940 ft)  | 1839 (2)                 | 5°26′53″B 95°39′29″Đ / 5,448°B 95,658°Đ   |
| Peuet Sague       | núi lửa phức       | 2.801 mét (9.190 ft)  | 25 tháng 12 năm 2000 (2) | 4°54′50″B 96°19′44″Đ / 4,914°B 96,329°Đ   |
| Geureudong        | núi lửa dạng tầng  | 2.885 mét (9.465 ft)  | 1937                     | 4°48′47″B 96°49′12″Đ / 4,813°B 96,82°Đ    |
| Kembar            | núi lửa hình khiên | 2.245 mét (7.365 ft)  | thế Pleistocen           | 3°51′00″B 97°39′50″Đ / 3,85°B 97,664°Đ    |
| Sibayak           | núi lửa dạng tầng  | 2.212 mét (7.257 ft)  | 1881                     | 3°14′B 98°31′Đ / 3,23°B 98,52°Đ           |
| Sinabung          | núi lửa dạng tầng  | 2.460 mét (8.070 ft)  | 7 tháng 9 năm 2010       | 3°10′12″B 98°23′31″Đ / 3,17°B 98,392°Đ    |
| Toba              | núi lửa dạng tầng  | 2.157 mét (7.077 ft)  | không rõ                 | 2°35′B 98°50′Đ / 2,58°B 98,83°Đ           |
| Helatoba-Tarutung | khu lỗ phun khí    | 1.100 mét (3.600 ft)  | thế Pleistocen           | 2°02′B 98°56′Đ / 2,03°B 98,93°Đ           |
| Imun              | không rõ           | 1.505 mét (4.938 ft)  | không rõ                 | 2°09′29″B 98°55′48″Đ / 2,158°B 98,93°Đ    |
| Sibualbuali       | núi lửa dạng tầng  | 1.819 mét (5.968 ft)  | không rõ                 | 1°33′22″B 99°15′18″Đ / 1,556°B 99,255°Đ   |
| Lubukraya         | núi lửa dạng tầng  | 1.862 mét (6.109 ft)  | không rõ                 | 1°28′41″B 99°12′32″Đ / 1,478°B 99,209°Đ   |
| Sorikmarapi       | núi lửa dạng tầng  | 2.145 mét (7.037 ft)  | 1986 (1)                 | 0°41′10″B 99°32′20″Đ / 0,686°B 99,539°Đ   |
| Talakmau          | núi lửa phức       | 2.919 mét (9.577 ft)  | không rõ                 | 0°04′44″B 99°58′48″Đ / 0,079°B 99,98°Đ    |
| Sarik-Gajah       | núi lửa hình nón   | không rõ              | không rõ                 | 0°00′29″B 100°12′00″Đ / 0,008°B 100,2°Đ   |
| Marapi            | núi lửa phức       | 2.891 mét (9.485 ft)  | 5 tháng 8 năm 2004 (2)   | 0°22′52″N 100°28′23″Đ / 0,381°N 100,473°Đ |
| Tandikat          | núi lửa dạng tầng  | 2.438 mét (7.999 ft)  | 1924 (1)                 | 0°25′59″N 100°19′01″Đ / 0,433°N 100,317°Đ |
| Talang            | núi lửa dạng tầng  | 2.597 mét (8.520 ft)  | 12 tháng 4 năm 2005 (2)  | 0°58′41″N 100°40′44″Đ / 0,978°N 100,679°Đ |
| Kerinci           | núi lửa dạng tầng  | 3.800 mét (12.500 ft) | 22 tháng 6 năm 2004 (2)  | 1°41′49″N 101°15′50″Đ / 1,697°N 101,264°Đ |
| Hutapanjang       | núi lửa dạng tầng  | 2.021 mét (6.631 ft)  | không rõ                 | 2°20′N 101°36′Đ / 2,33°N 101,6°Đ          |
| Sumbing           | núi lửa dạng tầng  | 2.507 mét (8.225 ft)  | 23 tháng 5 năm 1921 (2)  | 2°24′50″N 101°43′41″Đ / 2,414°N 101,728°Đ |
| Kunyit            | núi lửa dạng tầng  | 2.151 mét (7.057 ft)  | không rõ                 | 2°35′31″N 101°37′48″Đ / 2,592°N 101,63°Đ  |
| Pendan            | không rõ           | không rõ              | không rõ                 | 2°49′N 102°01′Đ / 2,82°N 102,02°Đ         |
| Belirang-Beriti   | núi lửa phức       | 1.958 mét (6.424 ft)  | không rõ                 | 2°49′N 102°11′Đ / 2,82°N 102,18°Đ         |
| Bukit Daun        | núi lửa dạng tầng  | 2.467 mét (8.094 ft)  | không rõ                 | 3°23′N 102°22′Đ / 3,38°N 102,37°Đ         |
| Kaba              | núi lửa dạng tầng  | 1.952 mét (6.404 ft)  | 22 tháng 8 năm 2000 (1)  | 3°31′N 102°37′Đ / 3,52°N 102,62°Đ         |
| Dempo             | núi lửa dạng tầng  | 3.173 mét (10.410 ft) | tháng 10 năm 1994 (1)    | 4°02′N 103°08′Đ / 4,03°N 103,13°Đ         |
| Patah             | không rõ           | 2.817 mét (9.242 ft)  | không rõ                 | 4°16′N 103°18′Đ / 4,27°N 103,3°Đ          |
| Bukit Lumut Balai | núi lửa dạng tầng  | 2.055 mét (6.742 ft)  | không rõ                 | 4°14′N 103°37′Đ / 4,23°N 103,62°Đ         |
| Besar             | núi lửa dạng tầng  | 1.899 mét (6.230 ft)  | tháng 4 năm 1940 (1)     | 4°26′N 103°40′Đ / 4,43°N 103,67°Đ         |
| Ranau             | caldera            | 1.881 mét (6.171 ft)  | không rõ                 | 4°50′N 103°55′Đ / 4,83°N 103,92°Đ         |
| Sekincau Belirang | caldera            | 1.719 mét (5.640 ft)  | không rõ                 | 5°07′N 104°19′Đ / 5,12°N 104,32°Đ         |
| Suoh              | caldera            | 1.000 mét (3.300 ft)  | 10 tháng 7 năm 1933 (4)  | 5°15′N 104°16′Đ / 5,25°N 104,27°Đ         |
| Hulubelu          | caldera            | 1.040 mét (3.410 ft)  | 1836                     | 5°21′N 104°36′Đ / 5,35°N 104,6°Đ          |
| Rajabasa          | núi lửa dạng tầng  | 1.281 mét (4.203 ft)  | 1798                     | 5°46′48″N 105°37′30″Đ / 5,78°N 105,625°Đ  |

- Ảnh Landsat của hồ Toba
- Marapi